# Мартин (округ, Индиана)
Ма́ртин (англ. Martin County) — округ в штате Индиана, США. Официально образован в 1820 году. По состоянию на 2010 год, численность населения составляла 10 334 человека.

## География
По данным Бюро переписи США, общая площадь округа равняется 881,663 км2, из которых 869,567 км2 суша и 12,095 км2 или 1,370 % это водоёмы.

## Климат
Климат в этой области характеризуется жарким влажным летом и, как правило, мягкой или прохладной зимой. Согласно системе классификации климата Кёппена, в округе Мартин влажный субтропический климат, на климатических картах обозначаемый аббревиатурой «Cfa».

## Население
По данным переписи населения 2000 года в округе проживает 10 369 жителей в составе 4 183 домашних хозяйств и 2 877 семей. Плотность населения составляет 12,00 человек на км2. На территории округа насчитывается 4 729 жилых строений, при плотности застройки около 5,00-ти строений на км2. Расовый состав населения: белые — 98,93 %, афроамериканцы — 0,15 %, коренные американцы (индейцы) — 0,12 %, азиаты — 0,14 %, гавайцы — 0,03 %, представители других рас — 0,11 %, представители двух или более рас — 0,52 %. Испаноязычные составляли 0,41 % населения независимо от расы.
В составе 31,60 % из общего числа домашних хозяйств проживают дети в возрасте до 18 лет, 56,50 % домашних хозяйств представляют собой супружеские пары, проживающие вместе, 8,20 % домашних хозяйств представляют собой одиноких женщин без супруга, 31,20 % домашних хозяйств не имеют отношения к семьям, 27,60 % домашних хозяйств состоят из одного человека, 12,30 % домашних хозяйств состоят из престарелых (65 лет и старше), проживающих в одиночестве. Средний размер домашнего хозяйства составляет 2,45 человека, и средний размер семьи 3,00 человека.
Возрастной состав округа: 25,20 % моложе 18 лет, 7,40 % от 18 до 24, 27,50 % от 25 до 44, 25,60 % от 45 до 64 и 25,60 % от 65 и старше. Средний возраст жителя округа 38 лет. На каждые 100 женщин приходится 102,50 мужчин. На каждые 100 женщин старше 18 лет приходится 100,20 мужчин.
Средний доход на домохозяйство в округе составлял 36 411 USD, на семью — 43 550 USD. Среднестатистический заработок мужчины был 31 200 USD против 21 732 USD для женщины. Доход на душу населения составлял 17 054 USD. Около 8,10 % семей и 11,20 % общего населения находились ниже черты бедности, в том числе — 13,00 % молодежи (тех, кому ещё не исполнилось 18 лет) и 11,80 % тех, кому было уже больше 65 лет.